# Liste der Lieder von Glasperlenspiel
Dies ist eine Liste der aufgenommenen und veröffentlichten Lieder des deutschen Elektropop-Duos Glasperlenspiel. Die Reihenfolge der Titel ist alphabetisch nach „Neukompositionen“ und „Coverversionen“ sortiert. Sie gibt Auskunft über die Urheber und auf welchem Tonträger die Lieder erstmals zu finden sind. Ausgenommen in dieser Liste sind eigene Coverversionen, Liveaufnahmen oder Remixe.

## Neukompositionen

### A
| Titel                | Autoren                                                              | Album              | Jahr |
| -------------------- | -------------------------------------------------------------------- | ------------------ | ---- |
| Alles auf Anfang     | Daniel Grunenberg, David Jürgens, Katharina Löwel, Carolin Niemczyk  | Beweg dich mit mir | 2011 |
| Auftrieb (Interlude) | Benjamin Bistram, Daniel Grunenberg, Elias Hadjeus, Carolin Niemczyk | Tag X              | 2015 |

### B
| Titel                           | Autoren | Album              | Jahr |
| ------------------------------- | --- | ------------------ | ---- |
| Beginner für immer              | Benjamin Bistram, Daniel Grunenberg, Elias Hadjeus, Carolin Niemczyk                                                 | Tag X              | 2015 |
| Best of Us (als Teil von Wier)  | Steven Bashir, Joris Buchholz, Simon Müller-Lerch, Pascal Reinhardt, Charlotte Rezbach, Joe Walter, Nico Wellenbrink | —                  | 2020 |
| Better Days (als Teil von Wier) | Simon Müller-Lerch, Pascal Reinhardt, Joe Walter, Nico Wellenbrink                                                   | —                  | 2022 |
| Bevor ich gar nichts sage       | Daniel Grunenberg, Sebastian Kirchner, Michael Kurth, Carolin Niemczyk                                               | Grenzenlos         | 2013 |
| Beweg dich mit mir              | Leo Chantzaras, Daniel Grunenberg, Carolin Niemczyk                                                                  | Beweg dich mit mir | 2011 |

### D
| Titel                         | Autoren | Album                        | Jahr |
| ----------------------------- | --- | ---------------------------- | ---- |
| Das Gleiche                   | Daniel Grunenberg, Katharina Löwel, Ivo Moring, Carolin Niemczyk                                           | Beweg dich mit mir           | 2011 |
| Das muss wohl der Winter sein | Justin Balk, Daniel Grunenberg, Carolin Niemczyk                                                           | Giraffenaffen 4 – Winterzeit | 2015 |
| Dein Geheimnis                | Daniel Grunenberg, Rocco Horn, Carolin Niemczyk, Mikko Tamminen                                            | Beweg dich mit mir           | 2011 |
| Diese Zeit                    | Johannes Burger, Daniel Grunenberg, Carolin Niemczyk, Peter Stanowsky, Kilian Wilke                        | Licht & Schatten             | 2018 |
| Doppelt so schön              | Daniel Grunenberg, Carolin Niemczyk, Stephan Piez, Isabell Preuss, Peter Stanowsky                         | Licht & Schatten             | 2018 |
| Du bist                       | Johannes Burger, Zulfiqar Ali Chaudhry, Daniel Grunenberg, Carolin Niemczyk, Peter Stanowsky, Kilian Wilke | Licht & Schatten             | 2018 |

### E
| Titel                                     | Autoren                                                              | Album                             | Jahr |
| ----------------------------------------- | -------------------------------------------------------------------- | --------------------------------- | ---- |
| Echt                                      | Zippy Davids, Daniel Grunenberg, Anders Kjer, Carolin Niemczyk       | Beweg dich mit mir                | 2011 |
| Erinnerungen                              | Daniel Grunenberg, Katharina Löwel, Carolin Niemczyk                 | Tag X                             | 2015 |
| Etwas Altes (Interlude) (feat. Kitty Kat) | Benjamin Bistram, Daniel Grunenberg, Elias Hadjeus, Carolin Niemczyk | Tag X                             | 2015 |
| Exclusive                                 | Stephan Hengst, Fabian Hoffmann, Nadine Raihani                      | Licht & Schatten (Deluxe Edition) | 2018 |

### F
| Titel                          | Autoren                                                               | Album                        | Jahr |
| ------------------------------ | --------------------------------------------------------------------- | ---------------------------- | ---- |
| Feinde                         | Lucas Steffens                                                        | Licht & Schatten             | 2018 |
| Folge mir                      | Daniel Grunenberg, Carolin Niemczyk                                   | Grenzenlos in diesem Moment  | 2014 |
| Freundschaft                   | Daniel Grunenberg, David Jürgens, Katharina Löwel, Carolin Niemczyk   | Beweg dich mit mir           | 2011 |
| Für immer (Madizin Single Mix) | Daniel Grunenberg, Katharina Löwel, Carolin Niemczyk, Peter Stanowsky | Tag X (Geiles Leben Edition) | 2016 |
| Für immer dein                 | Daniel Grunenberg, Katharina Löwel, Carolin Niemczyk                  | Grenzenlos in diesem Moment  | 2014 |
| Für nichts                     | Benjamin Bistram, Daniel Grunenberg, Elias Hadjeus, Carolin Niemczyk  | Tag X                        | 2015 |

### G
| Titel        | Autoren | Album      | Jahr |
| ------------ | --- | ---------- | ---- |
| Geiles Leben | Philipp Albinger, Benjamin Bistram, Daniel Grunenberg, Philipp Klemz, Carolin Niemczyk, Christian Raab, Peter Stanowsky | Tag X      | 2015 |
| Grenzenlos   | Alexander Freund, Daniel Grunenberg, Carolin Niemczyk                                                                   | Grenzenlos | 2013 |

### H
| Titel                                                                    | Autoren                                                                             | Album                        | Jahr |
| ------------------------------------------------------------------------ | ----------------------------------------------------------------------------------- | ---------------------------- | ---- |
| Heimkommen (Bayern 3 feat. Glasperlenspiel & Münchner Rundfunkorchester) |                                                                                     | —                            | 2017 |
| Heimweh                                                                  | Johannes Burger, Daniel Grunenberg, Katharina Löwel, Carolin Niemczyk, Kilian Wilke | Tag X (Geiles Leben Edition) | 2016 |
| Herz aus Gold                                                            | Nick Coler, Daniel Grunenberg, Carolin Niemczyk, Joe Walter                         | Grenzenlos                   | 2013 |
| Herzschlag                                                               | Daniel Grunenberg, Carolin Niemczyk                                                 | Beweg dich mit mir           | 2011 |
| Hundert Stunden (Mark Forster feat. Glasperlenspiel)                     | Mark Cwiertnia, Ralf Christian Mayer, Daniel Nitt, Daniel M Schaub                  | Bauch und Kopf               | 2014 |

### I
| Titel                  | Autoren                                                          | Album                       | Jahr |
| ---------------------- | ---------------------------------------------------------------- | --------------------------- | ---- |
| Ich bin ich            | Daniel Grunenberg, Matthias Mania, Finn Martin, Carolin Niemczyk | Beweg dich mit mir          | 2011 |
| Ich hol dich hier raus | Daniel Grunenberg, David Jürgens, Carolin Niemczyk, Lukas Pizon  | Beweg dich mit mir          | 2011 |
| Ich kämpfe um dich     | Alexander Freund, Daniel Grunenberg, Yoad Nevo, Carolin Niemczyk | Grenzenlos in diesem Moment | 2014 |

### K
| Titel         | Autoren                                                                             | Album                        | Jahr |
| ------------- | ----------------------------------------------------------------------------------- | ---------------------------- | ---- |
| Karussell     | Daniel Grunenberg, Katharina Löwel, Carolin Niemczyk, Peter Stanowsky               | Tag X (Geiles Leben Edition) | 2016 |
| Kleine Wunder | Johannes Burger, Daniel Grunenberg, Carolin Niemczyk, Peter Stanowsky, Kilian Wilke | Licht & Schatten             | 2018 |

### L
| Titel                                                                 | Autoren                                                              | Album            | Jahr |
| --------------------------------------------------------------------- | -------------------------------------------------------------------- | ---------------- | ---- |
| Lasst uns was bewegen                                                 | Daniel Grunenberg, David Jürgens, Katarina Löwel, Carolin Niemczyk   | Grenzenlos       | 2013 |
| Lichterkettenstadt (Meine große Freundin Nadja feat. Glasperlenspiel) | Daniel Grunenberg, Carolin Niemczyk, Nadja Paul                      | Winterwunderland | 2017 |
| Liebe ist Safe                                                        | Mel Beatz, Daniel Grunenberg, Michelle Leonard, Carolin Niemczyk     | Licht & Schatten | 2018 |
| Lieblingslied                                                         | Daniel Flamm, Michael Geldreich, Daniel Grunenberg, Carolin Niemczyk | Licht & Schatten | 2018 |

### M
| Titel                                              | Autoren                                                                                              | Album                        | Jahr |
| -------------------------------------------------- | --- | ---------------------------- | ---- |
| Mach dir keine Sorgen (Kaas feat. Glasperlenspiel) | Lukas Michalczyk, Mikko Matias Tamminen                                                              | Liebe, Sex und Twilight Zone | 2011 |
| Mädchen                                            | Daniel Grunenberg, Katharina Löwel, Carolin Niemczyk                                                 | Tag X                        | 2015 |
| Magnetisch                                         | Daniel Grunenberg, Matthias Mania, Finn Martin, Carolin Niemczyk                                     | Beweg dich mit mir           | 2011 |
| Mama (Lisa Hönig feat. Glasperlenspiel)            | Lisa Hönig                                                                                           | Dein Song 2013               | 2013 |
| Moment                                             | Albi Albertsson, Daniel Grunenberg, Michael Kurth, Finn Martin, Carolin Niemczyk, Sebastian Wehlings | Grenzenlos in diesem Moment  | 2014 |

### N
| Titel                      | Autoren | Album                                        | Jahr      |
| -------------------------- | --- | -------------------------------------------- | --------- |
| Nächte ohne Fotos          | Daniel Grossmann, Daniel Grunenberg, Robin Haefs, Carolin Niemczyk, Peter Stanowsky | Licht & Schatten                             | 2018      |
| Narben                     | Daniel Grunenberg, Laura Kloos, Carolin Niemczyk, Justin Wildenhain | Licht & Schatten                             | 2018      |
| Nie vergessen Never Forget | Alexander Freund, Daniel Grunenberg, Michael Kurth, Katharina Löwel, Yoad Nevo, Carolin Niemczyk Alexander Freund, Daniel Grunenberg, Michael Kurth, Katharina Löwel, Carolin Niemczyk | Grenzenlos Licht & Schatten (Deluxe Edition) | 2013 2018 |

### P
| Titel  | Autoren                                                              | Album | Jahr |
| ------ | -------------------------------------------------------------------- | ----- | ---- |
| Paris  | Benjamin Bistram, Daniel Grunenberg, Elias Hadjeus, Carolin Niemczyk | Tag X | 2015 |
| Phönix | Daniel Grunenberg, Katharina Löwel, Carolin Niemczyk                 | Tag X | 2015 |

### R
| Titel                             | Autoren | Album            | Jahr |
| --------------------------------- | --- | ---------------- | ---- |
| Risiko                            | Daniel Grunenberg, David Jürgens, Carolin Niemczyk, Bartosz Nikodemski, Lukas Pizon | Grenzenlos       | 2013 |
| Royals & Kings (feat. Summer Cem) | Markus Gorecki, Daniel Grunenberg, Katharina Löwel, Carolin Niemczyk, Peter Stanowsky Markus Gorecki, Daniel Grunenberg, Katharina Löwel, Carolin Niemczyk, Peter Stanowsky, Cem Toraman, Marcel Uhde | Licht & Schatten | 2018 |

### S
| Titel                     | Autoren | Album            | Jahr |
| ------------------------- | --- | ---------------- | ---- |
| Schatten & Licht          | Daniel Grunenberg, Carolin Niemczyk | Licht & Schatten | 2018 |
| Schloss (feat. Ali As)    | Johannes Burger, Zulfiqar Ali Chaudhry, Markus Gorecki, Daniel Grunenberg, Philippe Heithier, Carolin Niemczyk, Peter Stanowsky, Kilian Wilke | Licht & Schatten | 2018 |
| So leicht                 | Nick Coler, Daniel Grunenberg, Carolin Niemczyk, Joe Walter                                                                                   | Grenzenlos       | 2013 |
| Sonne (feat. Moe Phoenix) | Animus, Drybeatz, Daniel Grunenberg, Carolin Niemczyk, Moe Phoenix                                                                            | —                | 2021 |

### T
| Titel                  | Autoren                                                          | Album                                       | Jahr |
| ---------------------- | ---------------------------------------------------------------- | ------------------------------------------- | ---- |
| Tag X                  | Daniel Grunenberg, Carolin Niemczyk                              | Tag X                                       | 2015 |
| Tanzen                 | Daniel Grunenberg, Carolin Niemczyk, Sandi Strmljan              | Beweg dich mit mir                          | 2011 |
| Tanzen den Schmerz weg | Daniel Grunenberg, Carolin Niemczyk, Simon Triebel               | Grenzenlos                                  | 2013 |
| Tanzen im Regen        | Daniel Grunenberg, Carolin Niemczyk                              | Freundschaft (Single)                       | 2012 |
| Tief                   | Daniel Grunenberg, Laura Kloos, Carolin Niemczyk                 | Grenzenlos in diesem Moment                 | 2014 |
| Tränen                 |                                                                  | Beweg dich mit mir (iTunes Special Version) | 2011 |
| Traumschiff            | Daniel Grunenberg, David Jürgens, Carolin Niemczyk, Mario Wesser | Beweg dich mit mir                          | 2011 |

### U
| Titel              | Autoren                                                                            | Album      | Jahr |
| ------------------ | ---------------------------------------------------------------------------------- | ---------- | ---- |
| Unser letztes Lied | Benjamin Bistram, Elias Hadjeus                                                    | Tag X      | 2015 |
| Unsterblich        | Hendrik Eilers, Daniel Grunenberg, David Jürgens, Katarina Löwel, Carolin Niemczyk | Grenzenlos | 2013 |

### W
| Titel                   | Autoren | Album                       | Jahr |
| ----------------------- | --- | --------------------------- | ---- |
| Was du nicht weißt      | Daniel Grunenberg, David Jürgens, Katarina Löwel, Carolin Niemczyk                                          | Grenzenlos                  | 2013 |
| Weit weg                | Daniel Grunenberg, Carolin Niemczyk, Sandi Strmljan                                                         | Beweg dich mit mir          | 2011 |
| Wie ich nicht sein will | Daniel Grunenberg, David Kirchner, Michael Kurth, Matthias Max, Carolin Niemczyk                            | Grenzenlos                  | 2013 |
| Wie Sonne und Erde      | Daniel Grunenberg, Carolin Niemczyk, Stephan Piez                                                           | Grenzenlos in diesem Moment | 2014 |
| Willkommen Zurück       | Oliver Avalon, Daniel Grunenberg, Philipp Klemz, Carolin Niemczyk, Paul NZA, Marek Pompetzki, Cecil Remmler | Licht & Schatten            | 2018 |
| Wölfe (Interlude Tag X) | Benjamin Bistram, Daniel Grunenberg, Elias Hadjeus, Carolin Niemczyk                                        | Tag X                       | 2015 |

### X
| Titel | Autoren                                                                             | Album | Jahr |
| ----- | ----------------------------------------------------------------------------------- | ----- | ---- |
| X     | Benjamin Bistram, Daniel Grunenberg, Elias Hadjeus, David Jürgens, Carolin Niemczyk | Tag X | 2015 |

### Z
| Titel           | Autoren                                        | Album         | Jahr |
| --------------- | ---------------------------------------------- | ------------- | ---- |
| Zu Hause        | Daniel Grunenberg, Yoad Nevo, Carolin Niemczyk | Grenzenlos    | 2013 |
| Zuviel für mich |                                                | Love & HipHop | 2018 |

## Coverversionen
| Titel                               | Autoren | Album                                          | Jahr |
| ----------------------------------- | --- | ---------------------------------------------- | ---- |
| Ich seh in dein Herz                | Daniel Barbosa, Martin Berger-Damm, Ilonka Breitmeier, Daniel Grunenberg, Carolin Niemczyk, Susanne Pawlitzki | Grenzenlos in diesem Moment                    | 2014 |
| Mr. Brightside                      | Brandon Flowers, Dave Keuning                                                                                 | One Night Song – Blind Date im Wirtz-Haus      | 2017 |
| Reflection                          | Matthew Wilder, David Zippel                                                                                  | I Love Disney                                  | 2014 |
| Stille Nacht                        | Xaver Gruber, Joseph Mohr                                                                                     | Giraffenaffen 4 – Winterzeit                   | 2015 |
| Tonight (Fuju Remix)                | Uwe Bossert, Raymond Garvey, Mike Gommeringer, Sebastian Padotzke, Philipp Rauenbusch                         | Licht & Schatten (Deluxe Edition)              | 2018 |
| Traumtänzer                         | Detlef Petersen, Hannes Wader                                                                                 | Heute hier, morgen dort: Salut an Hannes Wader | 2012 |
| Weißt du, wie viel Sternlein stehen | Wilhelm Hey                                                                                                   | Giraffenaffen                                  | 2012 |
| Wer hat an der Uhr gedreht?         | Quirin Amper, Eberhard Storeck, Fred Strittmatter                                                             | Giraffenaffen 5                                | 2016 |